# National League North 2019-2020
La National League North 2019-2020 è stata la 16ª edizione della seconda serie della National League. Rappresenta, insiema alla National League South, il sesto livello del calcio inglese ed il secondo del sistema "non-league". 
In seguito all'emergenza sanitaria provocata dalla pandemia di COVID-19, la National League, il 16 marzo 2020, ha deliberato la sospensione del campionato, in un primo momento fino al 3 aprile 2020 ed infine, il 31 marzo 2020, i club aderenti alla lega hanno votato per la chiusura definitiva della stagione. Il 17 giugno 2020, in una nuova votazione che ha visto coinvolte le società, è stato deciso di utilizzare la media punti, come criterio per la determinazione della classifica finale della competizione.
Il 1 luglio 2020, la Premier League ha stanziato 200.000 sterline in favore dei club della National League, grazie al quale è stato possibile disputare i play off.

## Squadre partecipanti
| Squadra                | Città             | Stagione precedente                                             |
| ---------------------- | ----------------- | --------------------------------------------------------------- |
| AFC Telford United     | Telford           | 8º posto in National League North                               |
| Alfreton Town          | Alfreton          | 15º posto in National League North                              |
| Altrincham             | Altrincham        | 5º posto in National League North                               |
| Blyth Spartans         | Blyth             | 6º posto in National League North                               |
| Boston United          | Boston            | 11º posto in National League North                              |
| Brackley Town          | Brackley          | 3º posto in National League North                               |
| Bradford Park Avenue   | Bradford          | 7º posto in National League North                               |
| Chester                | Chester           | 9º posto in National League North                               |
| Curzon Ashton          | Ashton-under-Lyne | 18º posto in National League North                              |
| Darlington             | Darlington        | 16º posto in National League North                              |
| Farsley Celtic         | Farsley           | 1º posto in Northern Premier League Premier Division, promosso  |
| Gateshead              | Gateshead         | 17º posto in National League                                    |
| Gloucester City        | Gloucester        | 17º posto in National League South                              |
| Guiseley               | Guiseley          | 19º posto in National League North                              |
| Hereford               | Hereford          | 17º posto in National League North                              |
| Kettering Town         | Kettering         | 1º posto in Southern Football League Premier Division, promosso |
| Kidderminster Harriers | Kidderminster     | 10º posto in National League North                              |
| King's Lynn Town       | King's Lynn       | 2º posto in Southern Football League Premier Division, promosso |
| Leamington             | Leamington Spa    | 13º posto in National League North                              |
| Southport              | Southport         | 14º posto in National League North                              |
| Spennymoor Town        | Spennymoor        | 4º posto in National League North                               |
| York City              | York              | 12º posto in National League North                              |

## Classifica finale
Nota: a seguito della conclusione anticipata del torneo, la classifica tiene conto della media punti per partite disputate.
|  | Pos. | Squadra          | MP   | Pt | G  | V  | N  | P  | GF | GS | DR  |
|  | ---- | ---------------- | ---- | -- | -- | -- | -- | -- | -- | -- | --- |
|  | 1    | King's Lynn Town | 2,00 | 64 | 32 | 19 | 7  | 6  | 63 | 39 | +24 |
|  | 2    | York City        | 1,94 | 66 | 34 | 19 | 9  | 6  | 52 | 28 | +24 |
|  | 3    | Boston Utd       | 1,81 | 58 | 32 | 17 | 7  | 8  | 46 | 32 | +14 |
|  | 4    | Brackley Town    | 1,76 | 60 | 34 | 16 | 12 | 6  | 61 | 25 | +36 |
|  | 5    | Altrincham       | 1.73 | 57 | 33 | 16 | 9  | 8  | 62 | 40 | +22 |
|  | 6    | Chester          | 1,69 | 54 | 42 | 15 | 9  | 8  | 58 | 38 | +20 |
|  | 7    | Gateshead        | 1,68 | 52 | 31 | 14 | 10 | 7  | 47 | 31 | +16 |
|  | 8    | Spennymoor Town  | 1,62 | 55 | 34 | 15 | 10 | 9  | 63 | 45 | +18 |
|  | 9    | Guiseley         | 1,52 | 50 | 33 | 14 | 8  | 11 | 52 | 41 | +11 |
|  | 10   | Darlington       | 1,45 | 48 | 33 | 14 | 6  | 13 | 43 | 50 | -7  |
|  | 11   | Farsley Celtic   | 1,41 | 48 | 34 | 14 | 6  | 14 | 50 | 45 | +5  |
|  | 12   | Southport        | 1,34 | 43 | 42 | 12 | 7  | 13 | 40 | 41 | -1  |
|  | 13   | Alfreton Town    | 1,25 | 40 | 32 | 12 | 4  | 16 | 48 | 55 | -7  |
|  | 14   | Telford Utd      | 1,24 | 42 | 34 | 11 | 9  | 14 | 51 | 56 | -5  |
|  | 15   | Kidderminster    | 1,15 | 38 | 33 | 10 | 8  | 15 | 39 | 43 | -4  |
|  | 16   | Hereford         | 1,1  | 39 | 35 | 9  | 12 | 14 | 39 | 56 | -17 |
|  | 17   | Gloucester City  | 1,10 | 33 | 30 | 9  | 6  | 15 | 39 | 57 | -18 |
|  | 18   | Leamington       | 1,09 | 35 | 32 | 9  | 8  | 15 | 39 | 51 | -12 |
|  | 19   | Kettering Town   | 1,03 | 32 | 31 | 7  | 11 | 13 | 36 | 46 | -10 |
|  | 20   | Curzon Ashton    | 1,03 | 34 | 33 | 8  | 10 | 15 | 34 | 42 | -8  |
|  | 21   | Blyth Spartans   | 0,70 | 23 | 33 | 6  | 5  | 22 | 32 | 78 | -46 |
|  | 22   | Bradford PA      | 0,61 | 20 | 33 | 5  | 5  | 23 | 25 | 80 | -55 |

Legenda:
      Promosso in National League 2020-2021.
  Ammesso ai play-off.
Regolamento:
Tre punti a vittoria, uno a pareggio, zero a sconfitta.
In caso di arrivo di due o più squadre a pari punti, la graduatoria viene stilata secondo i seguenti criteri:
- differenza reti
- maggior numero di gol segnati

Note:

Nessuna retrocessione in seguito alla chiusura anticipata del campionato.

## Spareggi

### Play-off

#### Tabellone
|  | Quarti di finale | Quarti di finale    | Quarti di finale |            |               | Semifinali    | Semifinali | Semifinali |  |  | Finale | Finale | Finale |  |
|  |                  |                     |                  |            |               |               |            |            |  |  |        |        |        |  |
|  |                  |                     |                  |            |               | 2             | York City  | 0          |  |  |        |        |        |  |
|  |                  |                     |                  |            |               | 2             | York City  | 0          |  |  |        |        |        |  |
|  |                  |                     |                  | Altrincham | 2             |               |            |            |  |  |        |        |        |  |
|  | 5                | Altrincham          | 3                | Altrincham | 2             |               |            |            |  |  |        |        |        |  |
|  | 5                | Altrincham          | 3                |            |               |               |            |            |  |  |        |        |        |  |
|  | 6                | Chester             | 2                |            |               |               |            |            |  |  |        |        |        |  |
|  | 6                | Chester             | 2                |            | Boston United | Boston United | 0          |            |  |  |        |        |        |  |
|  |                  |                     |                  |            |               |               |            |            |  |  |        |        |        |  |
|  |                  |                     | Altrincham       | Altrincham | 1             |               |            |            |  |  |        |        |        |  |
|  |                  |                     |                  | Altrincham | 1             |               |            |            |  |  |        |        |        |  |
|  |                  |                     |                  |            |               |               |            |            |  |  |        |        |        |  |
|  |                  |                     |                  |            |               |               |            |            |  |  |        |        |        |  |
|  |                  | 3                   | Boston United    | 5          |               |               |            |            |  |  |        |        |        |  |
|  |                  |                     |                  | 5          |               |               |            |            |  |  |        |        |        |  |
|  |                  |                     |                  | Gateshead  | 3             |               |            |            |  |  |        |        |        |  |
|  | 4                | Brackley Town       | 1                | Gateshead  | 3             |               |            |            |  |  |        |        |        |  |
|  | 4                | Brackley Town       | 1                |            |               |               |            |            |  |  |        |        |        |  |
|  | 7                | Gateshead (7-6 dcr) | 1                |            |               |               |            |            |  |  |        |        |        |  |